# Władimir Morozow
Władimir Wiktorowicz Morozow (ros. Владимир Викторович Морозов; ur. 16 czerwca 1992 w Nowosybirsku) – rosyjski pływak specjalizujący się w stylu dowolnym i grzbietowym na krótkich dystansach. Brązowy medalista igrzysk olimpijskich, multimedalista mistrzostw świata i mistrzostw Europy.
Największym sukcesem w karierze Morozowa jest zdobycie w 2012 roku podczas igrzysk olimpijskich w Londynie brązowego medalu w wyścigu sztafetowym 4 × 100 m stylem dowolnym razem z Andriejem Grieczinem, Nikitą Łobincewem oraz Daniłą Izotowem.